# Пржевалинский, Лев Григорьевич
Лев Григорьевич Пржевалинский (бел. Леў Рыгоравіч Пржэвалінскі, Леў Рыгоравіч Правалінскі) (1810 — ?) — в 1854 майор императорской российской армии.

## Происхождение
Из белорусского шляхетского рода Пржевалинских (Провалинских) герба «Божья Воля». Первоначально фамилия, вероятно, была Привалинский, при полонизации модифицировалась в Пржевалинский, ребеларусизировалась в форме Провалинский (бел. Правалінскі). Поэтому в настоящее время представители одного рода имеют разные фамилии — Провалинский и Пржевалинский.

## Военная служба
Майор (1854).

## Награды и поощрения
- Орден Святого Георгия 4-й степени (26 ноября 1854, № 9434 по списку Григоровича — Степанова).